# 爆丸アーマードアライアンス
『爆丸アーマードアライアンス』（ばくがんアーマードアライアンス、英名：Bakugan: Armored Alliance）は、スピンマスターおよびタカラトミーより発売されている男児向け玩具・爆丸を原案としたアニメ作品。日本のトムス・エンタテインメントと、カナダのスピンマスターおよびネルバナとの共同製作となる。
前作『爆丸バトルプラネット』の直接の続編となる第2期シリーズ。2020年2月16日よりカナダのテレトゥーン、3月1日より米国のカートゥーン ネットワークで放送。日本では4月3日よりYouTubeほかでのWeb配信となる。また『爆丸ジオガンライジング』、『爆丸エボリューションズ』はこの続編に当たる。

## 登場人物
前作から登場しているキャラクターについては爆丸バトルプラネット#登場人物も参照。

### オーサム・ワン
ダン・クーソー
声 - 高橋李依
本作の主人公。本作ではウィントンと小学生より前からの付き合いであることが語られた。
ウィントン・スタイルズ
声 - 福島潤
リア・ヴェネガス
声 - 赤﨑千夏
本作ではダン、ウィントンと小学生からの付き合いであることが語られた。
シュン・カザミ
声 - 内山夕実
カザミホールディングスのロス・ヴォルモス支社長になったトシの手伝いをしている。本作でもポーちゃんグッズに目がない他、サッカーファンという一面も見せている。
ライトニング
声 - 金田アキ
爆丸でバトルができる賢い犬。食べて寝てばかりいるが、かつては誰も手が付けられない最強の野良犬で、「地獄のライトニング」と呼ばれ恐れられていた。

### オーサム・ワンの協力者
アジット
声 - 村田太志
ゴールド爆丸をパートナーに持つ謎の少年。爆丸バトルで世界を救ったオーサム・ワンに強い憧れを持っている。ダンたちより年下。
大怪盗ストームの弟子であり、施設を飛び出して行く当てのなかったところを助けてくれた彼を恩師として仰いでおり、必死に期待に応えようとしている。しかし怪盗のスリル以上に、熱い爆丸バトルに魅了されていくようになる。
かつてストームと共にお宝を求めてユカタン半島の遺跡を訪れたが、そこにあったメイズの入口から不思議なダンジョンに迷い込み、球体状態のゴールド爆丸・ファロルを拾った。そして前作においてチコが倒された日にファロルが目覚め、以後はお互い大事なパートナーとなる。
爆ゲーム終了後はダンの家にホームステイする。また、ボランティア活動の一環でベビーシッターをしている。
マグナス
声 - 梶川翔平
ダンのライバル。本作では犯罪者を狩る非合法の存在「闇のニリアス」を名乗り、爆丸にかかわる犯罪を潰している。禁止されたデバイスを使って爆丸バトルをすることは許されることではないが、それを受け入れることができず、迷いながらも答えを求めて爆丸バトルを行っている。その行動はベントンやフィオナ、クラビッツたちアーニマスの治安部隊からも黙認されている。
違法デバイスの流通ルートを潰そうとし、脱走したマキューを追った先でハーヴィックの存在と計画を知る。

### 敵対者
ハーヴィック
声 - 藤本たかひろ
宇宙規模で悪名高いおたずね者。自称「宇宙一のエンターテイナー」。混乱と破壊を何よりも愛し、星から星へと渡り自らの手で、あるいは他者を使って悪事を働いている。他人に姿を変える能力や、人が持つわずかな悪意を増幅させて、思うがままに操る能力を持つ。また、メカノイドとクロス爆丸の研究をしており、人工的にクロス爆丸を作っている。古代から混乱と破壊をもたらす存在として知られており、その悪評はヴェストロイアの古代爆丸たちにも届いていた。
以下のストーム、レイ、ソフィー、マキュー、エボニーもその悪意を利用された者たちで、ハーヴィックに操られることになる。
ストーム
声 - 吉野裕行
世界的に有名で、超一流の腕を持つ大怪盗。アジットの師匠であり、彼を凄腕の怪盗に育て上げようとしている。世間一般で価値があるものには目もくれず、自分がいいと思うものだけを盗むという独特の考えを持つ。爆丸の美術品をコレクションしているが、本物の爆丸には興味がない。手塩にかけて怪盗として育てたアジットこそ自身にとっての最大のロマンだと考えている。
エベレット・レイ
声 - 柳田淳一
頭の回転が速く、様々なアイデアを実行に移す敏腕プロデューサー。ズルい性格で自分の得になることばかり考えている。ショービジネスの世界で働いており、プロデューサーとして多くの映画やミュージカルを手がけている。リアに執着しており、しつこく絡んでいる。
ソフィー・ジャドソン・ウォーフィールド
声 - 渡辺けあき
バクガニストと呼ばれる、爆丸の保護活動をしている女性。ただしその活動は過激かつ滅茶苦茶で、逆に爆丸にとって迷惑になっている。
マキュー
声 - 橘龍丸
闇のビジネスマン。違法デバイスを売るブラックマーケットのボスであり、あくどい手段を使って大金を稼いでいる。かつては真っ当にデバイスを売って順調に稼いおり、新型のデバイスを売り出そうと資金の全てをつぎ込んだが、同時期にカザミホールディングスがより高性能なデバイスを販売したため、自社のデバイスは売れず会社が潰れた。そのためカザミに対して深い恨みを持っている。
エボニー
声 - 芝原チヤコ
ロス・ヴォルモスの路地裏で暮らすメスの野良猫。野良犬たちから虐げられていたが、ある日爆丸・ライラーズを拾ってからは一転して野良犬たちを支配するようになる。

### その他の人物
トレイ
声 - 青木瑠璃子
チェスJr.チャンピオン。エーイの弟。使用爆丸はエーイから譲られたマントノイドとファンゴル。丁寧な口調でしゃべり、エーイに対しては毒舌だが兄想いでもある。爆丸ができなくなったエーイに代わり、彼が一度も勝てなかったダンとドラゴに挑戦する。
アリソン
声 - 手塚ヒロミチ
ロックバンド「ニードルズ」のボーカルでロックと爆丸の融合を目指す爆丸ロッカー。髪型や服装、爆丸に至るまでトゲだらけとなっている。パートナー爆丸はタンカニオスとマントノイド。
ローレン
声 - 田邊幸輔
ロックバンド「ニードルズ」のベース。ホッケーマスクをかぶっており、口数は少ない。パートナー爆丸はスコルプラス。
ルカ・シュミット
声 - 上田麗奈
世界的大企業のドイツ・シュミット社の御曹司で次期社長。4人組の爆丸チーム「グランツファイブ」（声 - 渡辺けあき、加藤美佐、佐々木奈緒）の一人で、5人目のメンバーとしてシュンを引き抜くためにロス・ヴォルモスにやってきた。チーム移籍を賭けたシュンとの爆丸バトルに敗れ引き抜きを諦め、以降は良きライバルとなる。爆ゲーム・東京ラウンドではチーム名を「グランツフォー」に改名しシュンと再戦するが敗れる。
リック
声 - 宮原颯希
世界一静かな村を目指す村で隠れて爆丸をしている子供たちの一人。
マット
声 - 柚木尚子
海辺でマグナスが出会った少年。パートナー爆丸はパンドックス。爆丸を犯罪者に奪われるが、マグナスに取り返してもらう。
ゴードン
声 - 金田アキ
ベントン・ダスクの第一秘書を務めるロボット。
ペペ
声 - 村井雄治
ブラジル出身の世界的に有名な少年サッカー選手。爆丸ブローラーでもあり、バトルにサッカーを取り入れている。「爆丸ファンタジスタ」の異名を持つ。自信過剰でサッカーでも爆丸でも仲間を信用せず個人技に走っている。オーサム・ワンを敵視しており、爆丸でナンバー1になろうとしている。
モニカ
声 - 近藤玲奈
幽霊屋敷にいる幽霊の少女。極度の人見知りで、パートナー爆丸のセーラスが彼女に代わって会話をする。生前は厳しい両親のもと、家でずっと勉強漬けの毎日を送っていたため友達がいなかった。寂しがり屋で、屋敷を訪れた人を驚かせて注目を集めようとしていたが、リアと爆丸バトルしたことにより、友達と遊びたいという願いが叶い成仏した。
デューク
マルコの愛犬。血統書付き。ライトニングと同じように爆丸バトルをすることができ、マルコのパートナー爆丸であるグリズリーを使用。
Mr.B（ミスタービー）
声 - 後藤ヒロキ
爆ゲームのMC。
チャオ
声 - 榊原優希
強い相手を求めて中国からやってきたブローラー。カンフーが得意でバトルにカンフーを取り入れている。爆ゲーム決勝トーナメント一回戦でダンと対戦するが敗れる。
イヴァン
声 - 村上裕哉
キャベツを食べると筋骨隆々の巨体に変身するブローラー。爆ゲーム決勝トーナメント一回戦でウィントンと対戦するが敗れる。後に爆丸と一緒に競技を行う日本のバラエティ番組「ハッスル爆丸アスレチック」に参加し最終ステージまで残るが、ダンとドラゴのコンビに敗れる。
エイデン
声 - 西村ちなみ
ウィントンとアジットがボランティアで面倒を見ることになった赤ん坊。一度泣き始めるとなかなか泣き止まない。
双子ブローラー
声 - 茜屋日海夏、柳田カンナ
爆丸タッグバトル大会三連覇中の双子ブローラー。決勝戦でリオットとエミリーのタッグと対戦するが敗れる。
パーカー
声 - 芹澤優
怪盗に対して強い憧れを持つ少年。爆丸ブローラーでもある。
オリバー
声 - 永瀬アンナ
ダンたちにいなくなった爆丸・ブランカを探してほしいと頼みにきた少年。
団長
声 - 手塚ヒロミチ
爆丸サーカスの責任者。非常にわがままで怒りっぽい性格。
レオ
声 - 竹内恵美子
爆丸サーカスで爆丸とショーを行う少年。パートナー爆丸はローズ。
ミラ
声 - 田中美海
レオと一緒に爆丸とショーを行う少女。パートナー爆丸はミント。
Mr.ゴールド（ミスターゴールド）
声 - 拝真之介
黄金の爆丸像を所有する大金持ち。怪盗ストームが集めた宝を独占しようと考えており、黄金像を奪うというストームの偽の予告状を使ってストームとアジットをおびき寄せる。ブラキスタンから闇ルートで入手した装置で爆丸を無力化させ、2人を監禁して宝の隠し場所を吐かせようとするが、ストームの機転により脱出される。最期はアジットの通報により駆けつけたクラビッツら治安部隊に怪しい装備や違法デバイスの使用を咎められ、事情聴取を受けることになる。

### 前作からの人物
ベントン・ダスク
声 - 三木眞一郎
世界的企業ダスク・インダストリーの社長であり、ダンたちの良き理解者。爆丸が健全で正しいものであると広く世界に伝えるため、爆丸の世界大会「爆ゲーム」を開催する。前作で対立していた姉フィオナとは和解しており、共に爆丸コロシアムの建設を行った。
チャイナ・リオット
声 - 柴田芽衣
本作ではマクスタウラーに加え、新たにバーベトラを見つけてパートナー爆丸にしている。爆丸タッグバトル大会ではスペシャルゲストとして出場することになり、エミリーをタッグパートナーに選ぶ。
クラビッツ
声 - 三澤紗千香
前作でのチコとの戦いを経て改心しており、爆丸の違法使用を取り締まるアーニマスの治安部隊を指揮している。
エーイ
声 - 市川蒼
前作でのチコの騒動以来、デバイスを使った爆丸の使用が厳しく制限されたため爆丸バトルができなくなっている。弟のトレイが爆丸バトルを始めるということで自分の爆丸を譲り、知識の全てを教えた。
マサト・カザミ
声 - 赤羽根健治
イチローの跡を継ぎ、カザミホールディングスの新社長に就任している。
イチロー・カザミ
声 - 竹内良太
カザミホールディングスの社長を辞任し、ボランティア活動のために世界中を飛び回っている。
トシ
声 - 岡井カツノリ
カザミホールディングスのロス・ヴォルモス支社を任されている。
ヴェロニカ・ヴェネガス
声 - 種﨑敦美
ブラッケン帝
声 - 種﨑敦美
キャラス
声 - 堂坂晃三
グロム
声 - 上別府仁資
デュラン・ディーン
声 - 斉藤貴美子
ジェンキンズ
声 - ボルケーノ太田
マック、マックス、マギー
声 - 田中あいみ、柳田カンナ、木間萌
三つ子の兄弟。爆ゲームではマックが決勝トーナメントに進出して一回戦でペペと対戦するが、三つ子が入れ替わりながらバトルしていたことがバレて失格となる。
エミリー
声 - 春川友紀
体が良くなり、ダンたちと同じ学校に通っている。パートナー爆丸のウェバムに爆丸バトルをさせていないせいでストレスを与えていたため、ダンに爆丸バトルを申し込み、以降はオーサム・ワンと仲良くなる。また、爆丸タッグバトル大会でタッグを組んで以来リオットとも仲が良いが、彼女との仲を馬鹿にされると激昂してすさまじい力を発揮するため、リオットからは内心恐れられている。
マルコ・チェザネロ
声 - 木村昴
ボビー
声 - 藤田茜
クリン
声 - 堀江瞬
本作では仮面の復讐者「リベンジャー」を名乗り、「ニードルズ」のドラム担当として登場。女の子に人気のあるダンを逆恨みし、リベンジを誓っている。パートナー爆丸はクラケリオス。
トリップ
声 - 斉藤次郎
ストラタ
声 - 奈良徹
爆丸に関する規制が厳しくなって爆丸を捕まえて売ることができなくなり、爆丸ハンターをやめてアニマルハンターになった。珍しい芸を持った動物をコレクターに高値で売ろうと企んでおり、ライトニングに目をつける。爆丸を手放したわけではなく、前作同様クラケリオスを使用する。
ケイコ
声 - 柚木尚子
コーダ
声 - 鵜澤正太郎
偽オーサム・ワン
メイズに存在するオーサム・ワンの偽物。偽ダンは本物と異なり爆丸バトルが弱く負けっぱなしで、仲間たちから馬鹿にされている。今世紀最大と言われる皆既日食が起こった日に地上とメイズがつながる不思議な現象が起こり、本物のダンは偽オーサム・ワンと、偽ダンは本物のオーサム・ワンと行動することになる。本物のダンを偽ダンと思い込んだ偽オーサム・ワンはその強さを見て彼のことを見直し、地上で一般ブローラーに勝利した偽ダンも自信をつけて元の世界に戻り、偽オーサム・ワンの仲は以前より良好なものとなった。

## 登場爆丸
ドラゴノイドやニリアスなどは前作からデザインが少し変更されている。
ドラゴノイド
声 - 武内駿輔
ダンのパートナー。
トゥロックス
声 - 堀江瞬
ウィントンのパートナー。
ペガトリクス
声 - 名塚佳織
リアのパートナー。
ハイドロス
声 - 市川蒼
シュンのパートナー。
ハウルカー
声 - 神原大地
ライトニングのパートナー。
ゴーシオン
声 - 拝真之介
リアのパートナー。
フェイドニンジャ
声 - 神尾晋一郎
シュンのパートナー。
フィダラス
声 - 上田麗奈
ライトニングのパートナー。
ルピセオン
声 - 髙坂篤志
ウィントンのパートナー。
バーベトラ
声 - 青木瑠璃子
リオットのパートナー。蜂型爆丸。属性は風。気が弱く臆病だが、リオットの特訓のおかげで自信をつけてドラゴに勝利するほどになる。
ウェバム
声 - 内野孝聡
エミリーのパートナー。クモ型爆丸。エミリーに可愛がられおり「ウェバムちゃん」と呼ばれている。元々は白かったが、エミリーの趣味で全身ピンク色で頭にリボンを付けた姿になっている。
ニリアス
マグナスのパートナー。本作では一度だけ言葉を発するシーンがある。
ジレーター
声 - 岡井カツノリ
ダンのパートナー。サラマンダー型爆丸。属性は火。
グレート・コリジョンが起こる遥か昔から地球で眠っていた古代爆丸の1つであり、偶然ダンたちに発見されたが眠りにつく前の地球でのことを忘れていた。古代爆丸は属性間で激しい争いをしていたため、現代の爆丸たちが属性問わず仲良くしている様子に驚いていた。
バトリクス
声 - 田村睦心
ウィントンのパートナー。コウモリ型爆丸。属性は風。ウィントン以上にいたずら心が強く、好奇心旺盛。
ランパリアン
声 - 加古臨王
シュンのパートナー。カメのような恐竜型爆丸。属性は水。
ストライカー
声 - 堀江瞬
ペペのパートナー。
セーラス
声 - 加藤美佐
リアのパートナー。水龍型爆丸。属性は光。明るく勝気な性格であり、荒々しい戦い方をする。
元々はモニカのパートナーだったが、リアに託された。
トレトロス
声 - 野坂尚也
ライトニングのパートナー。トロール型爆丸。属性は闇。
イーノック
マグナスのパートナー。イフリート型爆丸。属性は闇。
パンドックス
声 - 拝真之介
マットおよびチャオのパートナー。
マクサドン
レイのパートナー。マンモス型爆丸。属性は光。
ライラーズ
声 - 上田麗奈
エボニーのパートナー。マンドレイク型爆丸。属性は風。
センチポッド
ソフィーのパートナー。イモムシ型爆丸。属性は水。
サイクリッド
マキューのパートナー。サイクロプス型爆丸。属性は火。
シモーガ
ストームのパートナー。スネーク型爆丸。属性は風。
ブランカ
声 - 森永千才
オリバーがダンたちに探してほしいと頼んだ爆丸。オリバーからは「バズ」と呼ばれている。非常に素早い。
クリッシー
声 - 金光宣明
エミリーのパートナー。イモムシ型爆丸。エミリーが新たに手に入れた爆丸だが、ウェバムとは仲が悪い。体色は元々水色だったが、エミリーによりウェバム同様ピンク色にされている。

### ゴールド爆丸
通常の爆丸とは桁違いの力を持つ金色の爆丸たち。本来はパートナーを必要としない。属性はいずれも金。
ファロル
声 - 木間萌
アジットのパートナー。スフィンクス型爆丸。おっとりとしており能天気な性格。
必殺技はブレイジングブレス、オーロラスサンドストーム。
アクシラタウラー
声 - 松浦義之
アジットのパートナー。ドラゴン型爆丸。気高い孤高の戦士。長い間眠っていたが、ファロルとオーサム・ワンの爆丸たちのバトルのパワーを受けて目覚めた。
ゼラス
声 - 渡辺明乃
グリフィン型爆丸。古風で高貴な口調であり、多少天然だが英知に長けている。
ゴーレーン
声 - 内野孝聡
前作でダンたちに協力した爆丸。爆丸の巨大化を封じる強力な技を発動できるが、著しくパワーを消耗する。
チコ
声 - 浜添伸也
前作でダンたちに倒された悪しきゴールド爆丸。再び眠りについていたところを、その悪意を気に入ったハーヴィックに目覚めさせられるが、すでにチコには破壊の意志はなかった。かつては爆丸をバトルの宿命から解放するために今ある世界を壊し、新たなる世界を作ろうとしていたが、バトルが爆丸と人を結び付け新たな絆を生み出すことを知り、今ではその絆が爆丸をよき世界へ導く未来を見届けようと考えている。
エトリス
声 - 榎木淳弥
リヴァイアサン型爆丸。気性が荒く好戦的な性格。言葉遣いもやや乱暴だが、豪快で仲間からの信頼も高い。ウィントンたちがメイズでダンたちを探していたときに目覚めた。
タリノ
声 - 中島卓也
前作でダンたちに協力した爆丸。一度命を失いかけたが、チコとの戦いで地球をドロームが包んだとき、その光を受けて再び蘇ることができた。
ガリリオン
声 - 田島章寛
かつてヴェストロイアの古代爆丸たちを束ねる立場にあった古代のゴールド爆丸。
太古の時代に見知らぬ世界に憧れてヴェストロイアを旅立ち、地球にやってきた古代爆丸の1つであり、属性間の争いには加わらず他の属性の爆丸たちを見守る立場にあった。しかし、地球に落下してきた隕石を破壊した際に拡散した物質により地球の環境に変化が起き、その変化に適応できなかったために他の爆丸たちとともに深い眠りについた。グレート・コリジョンが起こった際にはVウイルスの影響もあり目覚めることはなかったが、ダンたちとチコとの戦いでドロームの光が世界を満たしたことでVウイルスが消滅し、その後目覚めることとなる。メイズと地上を行き来しながら現在の世界を見守っていたが、ハーヴィックの出現により戦いに備えることになり、ドラゴに「戦士の鎧」インフィニティを託す。
ガリリオンインフィニティ
声 - 田島章寛
ガリリオンが「戦士の鎧」インフィニティをまとった形態。
ピラビオン
声 - 能登麻美子
前作でダンたちに協力した爆丸。ハーヴィックにチコを上回る力を持つ爆丸だと目され、悪意の消えたチコの代わりにセーブラと合体させられる。

### クロス爆丸
ファンゴル×アクオス
ファンゴルとマントノイドのクロス爆丸。ハーヴィックの力により一時的に作り出された。性格はファンゴルで、両者の技を合わせた必殺技を持つ。パートナーはハーヴィックに操られたトレイとアリソン。
ドラゴノイド×ダーカス
声 - 武内駿輔
ドラゴノイドとトレトロスのクロス爆丸。属性は火と闇。パートナーはダン。
ハイドロス×ベンタス
声 - 市川蒼
ハイドロスとトバトリクスのクロス爆丸。属性は水と風。パートナーはシュン。
トゥロックス×ハオス
声 - 堀江瞬
トゥロックスとセーラスのクロス爆丸。属性は風と光。パートナーはウィントン。
ペガトリクス×パイラス
声 - 名塚佳織
ペガトリクスとジレーターのクロス爆丸。属性は光と火。パートナーはリア。
ハウルカー×アクオス
声 - 神原大地
ハウルカーとランパリアンのクロス爆丸。属性は闇と水。パートナーはライトニング。
ヒドラノイド×アクオス
ヒドラノイドとクラケリオスのクロス爆丸。属性は風と水。パートナーはストーム。
ガガノイド×ダーカス
ガガノイドとウェバムのクロス爆丸。属性は火と闇。パートナーはマキュー。
クロプト×ダーカス
クロプトとアポリオンのクロス爆丸。属性は水と闇。パートナーはソフィー。
シンディウス×パイラス
シンディウスとスコルプラスのクロス爆丸。属性は光と火。パートナーはレイ。
トゥロックス×オーレラス
声 - 堀江瞬
トゥロックスとゼラスのクロス爆丸。属性は風と金。パートナーはウィントン。
ペガトリクス×オーレラス
声 - 名塚佳織
ペガトリクスとゴーレーンのクロス爆丸。属性は光と金。パートナーはリア。
ハイドロス×オーレラス
声 - 市川蒼
ハイドロスとタリノのクロス爆丸。属性は水と金。パートナーはシュン。
ハウルカー×オーレラス
声 - 神原大地
ハウルカーとエトリスのクロス爆丸。属性は闇と金。パートナーはライトニング。
ファロル×パイラス
声 - 木間萌
ファロルとジレーターのクロス爆丸。パートナーはアジット。
ニリアス・ダブルダーカス
ニリアスとイーノックのクロス爆丸。属性は闇。パートナーはマグナス。
ドラゴノイド×オーレラス
声 - 武内駿輔
ドラゴとアクシラタウラーのクロス爆丸。属性は火と金。パートナーはダン。
ドラゴノイドインフィニティ
声 - 武内駿輔
ドラゴノイド×オーレラスが「戦士の鎧」インフィニティをまとった形態。属性は火と金。
ドラゴノイドインフィニティマックス
声 - 武内駿輔
ドラゴノイドインフィニティとトゥロックス、ペガトリクス、ハイドロス、ハウルカーがクロスした形態。6つの属性全てを備えた究極のインフィニティ。
マクスタウラー×ハオス
マクスタウラーとゼンタウラーのクロス爆丸。属性は風と水。パートナーはエボニー。
セーブラ
ハーヴィックのパートナー。ハーヴィックが誕生させた5首のドラゴンタイプのクロス爆丸で、火・風・光・水・闇の5つの属性を併せ持つ。凶悪で冷酷な性格。
セーブラ×オーレラス
セーブラとピラビオンのクロス爆丸。火・水・風・光・闇にゴールド爆丸の持つ金の力を加えた、6属性全ての力を兼ね備えた究極にして最強のクロス爆丸。

## 用語
爆丸バトル（ばくがんバトル）
爆丸同士でバトルすることを言う。前作でのチコの事件以後、爆丸の商業的・軍事的利用は厳しく規制され、デバイスを使って爆丸を操ることは禁止となっており、スポーツのような競技として生まれ変わっている。
爆ギア（ばくギア）
今作から登場の強化形態。爆丸がピンチの時のみ使用できる。オーサム・ワンが命名した。
前作で地球とヴェストロイアに蔓延していたVウイルスが消滅したのち、地球に散らばるコアセルの働きが格段に安定し、ヴェストロイアの生態システムに変化が起こったが、その中で一番顕著な変化がこの爆ギアであり、爆ギアの出現で地球上での爆丸バトルがより活発になり、その結果より多くのエネルギーがヴェストロイアにもたらされるようになった。
爆ゲーム（ばくゲーム）
ベントン・ダスクが開催した、世界中のブローラーが競い合う爆丸バトルの世界大会。メイン会場はロス・ヴォルモスにある爆丸コロシアム。各会場で行われる予選を勝ち残った16名が決勝トーナメントに進み、二回戦からは爆丸コロシアムで戦うことになる。優勝者には優勝トロフィーと世界一のブローラーという称号が授けられる。
決勝トーナメントではルーレットで対戦する爆丸の数を決め（二回戦のみ1体のみと決められている）、二回戦以降はVRを発展させた最新のテクノロジーによって試合ごとにフィールドが変化する。
爆ゲーム・東京ラウンド（ばくゲーム・とうきょうラウンド）
2回目に開かれた爆ゲーム。カザミホールディングスの協力もあり東京で開催された。会場はバトルアイランド。試合はブローラー全員が一斉に参加するバトルロイヤルで行われる。ファースト、セカンド、ファイナルの3つのステージが用意されており、最後まで勝ち残ることができたブローラーには全大会同様優勝トロフィーが授けられる。
違法デバイス（いほうデバイス）
誰でも爆丸を操れるようになる機械。前作でのチコの事件以来、ダスク・インダストリーとアーニマスが協力し世界各国の承認のもと、爆丸の商業的・軍事的利用は厳しく規制され、デバイスを使って爆丸を操ることは禁止となっていたが、ブラックマーケットで違法に取引されるようになり、違法デバイスで爆丸をコントロールし犯罪に用いる事件が増えている。
メカノイド
宇宙のおたずね者ハーヴィックを捕まえるためにどこかの星から放たれた巨大な機械人形。複数体存在し、当初はハーヴィックを追っていたが、後にハーヴィックに改造を加えられ手駒にされる。
クロス爆丸（クロスばくがん）
「爆クロス」により2体の爆丸が合体して強力な1体となった爆丸。合体したことにより属性が2つになり、それぞれの爆丸が持つ特性を活かして3倍にも4倍にもパワーアップしている。クロス爆丸の持ち主は、2体の内メインとなる爆丸の方となる。どんな爆丸でもいいというわけではなく、むしろクロスできない爆丸の方が多い。
古代爆丸（こだいばくがん）
太古に地球に移り住み、永い眠りについていた爆丸たち。ガリリオンやジレーター、ベントンのヒドラノイドやフィオナのアポリオンが該当する。古代のヴェストロイアに数多く存在した、冒険心に溢れフロンティアスピリッツを持った爆丸たちであり、旅の末に地球へとたどり着いた。移住先で真っ先に行ったのは爆丸バトルであり、属性間の激しい争いを行っていたが、地球に隕石の落下が迫り、爆丸たちは力を結集して隕石の破壊に成功する。しかし、その結果隕石の中にあった物質が拡散したことで地球の環境に変化が起き、地球の生物には影響は無かったが、爆丸たちはその変化に適応できず深い眠りについた。時が流れグレート・コリジョンによりヴェストロイアと地球が融合するが、その時のヴェストロイアはVウイルスのせいで瀕死の状態であり、古代爆丸がすぐに目覚めることはなかった。
インフィニティ
太古の時代にガリリオンとともにヴェストロイアから地球にやってきた戦士の鎧。ガリリオンと時を同じくして眠りにつき、その眠りはマスターであるガリリオンが目覚めた後も続いていたが、ハーヴィックの出現により、ヴェストロイアに迫る危機を感じ取り目覚めた。鎧をまとうには莫大なエネルギーを必要とし、ブローラーのいないガリリオンは地球ではそのエネルギーを供給し続けることができない。

## スタッフ
- 原作 - SPIN MASTER
- 原案 - 杉本道俊
- 監督 - 市川量也
- シリーズ構成 - 犬飼和彦
- キャラクターデザイン - 髙田真理
- 爆丸デザイン - 大西佑希
- 総作画監督 - 山形孝二
- 美術監督 - 高橋理恵
- 色彩設計 - 大須賀弘美、南木由実
- CG監督 - 鎌田麻友美
- アクションディレクター - 寺田良介
- 撮影監督 - 渡邊宜之
- 編集 - 及川雪江
- 助監督 - 岡本英樹
- 音響監督 - はたしょう二
- 音楽 - 高梨康治、鈴木暁也、ヨハネスニルソン
- チーフプロデューサー - 小島哲
- プロデューサー - 川邉大輔
- アニメーション制作 - トムス・エンタテインメント
- 製作 - 爆丸アーマードアライアンス製作委員会

## 主題歌
オープニングテーマ「PLANET HERO」
作詞 - 橋本彩子 / 作曲・編曲 - 南悠翔 /  歌 - ダン・クーソー（高橋李依）、ドラゴノイド（武内駿輔）
エンディングテーマ
「ゴー！爆丸ブロー！」（第1話 - 第26話）
作詞・作曲・編曲 - 永塚健登 /  歌 - ドラゴノイド（武内駿輔）、ダン・クーソー（高橋李依）
「Higher and Higher」（第27話 - 第39話）
作詞 - 昆真由美 / 作曲 - 芳賀俊和 / 編曲 - 水島康貴 /  歌 - 上月せれな
「DAN!GAN!ドリーマー」（第40話 - 第52話）
作詞 - M!SATO / 作曲 - 宮川麿 / 編曲 - 水島康貴 / 歌 - 上月せれな

## 各話リスト
| 話数   | サブタイトル                                                       | 脚本              | 絵コンテ              | 演出                  | 作画監督                                                             | 総作画監督 | 放送日         | 配信日        |
| ------ | ------------------------------------------------------------------ | ----------------- | --------------------- | --------------------- | -------------------------------------------------------------------- | ---------- | -------------- | ------------- |
| 第1話  | 謎の少年 The Mysterious Boy                                        | 犬飼和彦          | 海江田美幸 清水朱音   | 金森勝                | 中城悦雄、佐藤綾子 安形佳己、稲田真樹 飯田光尋                       | 山形孝二   | 2020年 2月16日 | 2020年 4月3日 |
| 第1話  | ゴールド爆丸ファロル A New Power                                   | 犬飼和彦          | 海江田美幸 清水朱音   | 金森勝                | 中城悦雄、佐藤綾子 安形佳己、稲田真樹 飯田光尋                       | 山形孝二   | 2020年 2月16日 | 2020年 4月3日 |
| 第2話  | 爆ギア Baku-Gear                                                   | 伊藤陸奥 長友一馬 | 海江田美幸 鎌田麻友美 | 佐々木萌              | 小見川美穂                                                           | 山形孝二   | 2月23日        | 4月10日       |
| 第2話  | 爆丸ロック Bakugan Rock!                                           | 伊藤陸奥 長友一馬 | 海江田美幸 鎌田麻友美 | 佐々木萌              | 小見川美穂                                                           | 山形孝二   | 2月23日        | 4月10日       |
| 第3話  | グランツファイブ Brawler Headhunting                               | 谷畑ユキ          | 清水朱音              | 松永真彦              | 大森理恵、飯田光尋                                                   | 山形孝二   | 3月1日         | 4月17日       |
| 第3話  | ライトニング、学校へ行く Lightning's Entrance Exam                 | 谷畑ユキ          | 清水朱音              | 松永真彦              | 大森理恵、飯田光尋                                                   | 山形孝二   | 3月1日         | 4月17日       |
| 第4話  | トラブルバスター！ Trouble Busters                                 | 白根秀樹          | 奥村よしあき 辻初樹   | 奥村よしあき          | 中城悦雄、佐藤綾子 安形佳己、幸野浩二 稲田真樹、飯田光尋             | 山形孝二   | 3月8日         | 4月24日       |
| 第4話  | オーサム・ワン解散!? French Fry Wars                               | 白根秀樹          | 奥村よしあき 辻初樹   | 奥村よしあき          | 中城悦雄、佐藤綾子 安形佳己、幸野浩二 稲田真樹、飯田光尋             | 山形孝二   | 3月8日         | 4月24日       |
| 第5話  | 怪盗ストーム参上！ The Phantom Thief Comes to Call                 | 金田一明          | 鈴木拓磨 辻初樹       | 吉田俊司              | 中城悦雄、佐藤綾子 安形佳己、幸野浩二                                | 山形孝二   | 3月15日        | 5月1日        |
| 第5話  | 怪盗アジットの挑戦！ Phantom Thief Ajit                            | 金田一明          | 鈴木拓磨 辻初樹       | 吉田俊司              | 中城悦雄、佐藤綾子 安形佳己、幸野浩二                                | 山形孝二   | 3月15日        | 5月1日        |
| 第6話  | リオットの女王様レッスン！ The Lady and the Queen                  | 谷畑ユキ          | 瀬村俊一郎 岡本英樹   | 佐々木萌              | 小見川美穂                                                           | 山形孝二   | 3月22日        | 5月8日        |
| 第6話  | オーサム・ワン映画デビュー！ The AB's Silver Screen Debut          | 谷畑ユキ          | 瀬村俊一郎 岡本英樹   | 佐々木萌              | 小見川美穂                                                           | 山形孝二   | 3月22日        | 5月8日        |
| 第7話  | 私のウェバムちゃん！ Nice to Meet You, Bakugan!                    | 長友一馬 犬飼和彦 | 矢島加奈子 中西明日香 | 備前克彦              | 村田憲泰、吉森直子 加地真理子、大森理恵                              | 山形孝二   | 3月29日        | 5月15日       |
| 第7話  | 闇のニリアス Magnus                                                | 長友一馬 犬飼和彦 | 矢島加奈子 中西明日香 | 備前克彦              | 村田憲泰、吉森直子 加地真理子、大森理恵                              | 山形孝二   | 3月29日        | 5月15日       |
| 第8話  | ベントンの計画 The Bakugan Battle League                           | 伊藤睦美 長友一馬 | 中野彰子              | 中野彰子              | 中野彰子                                                             | 山形孝二   | 4月5日         | 5月22日       |
| 第8話  | 古代爆丸のジレーター The Ancient Elder                             | 伊藤睦美 長友一馬 | 中野彰子              | 中野彰子              | 中野彰子                                                             | 山形孝二   | 4月5日         | 5月22日       |
| 第9話  | 僕が爆丸で爆丸が僕で Bakugan Wynton                                | 佐多賢人          | 瀬村俊一郎 辻初樹     | 金森勝                | 中城悦雄、佐藤綾子 安形佳己、幸野浩二                                | 山形孝二   | 4月12日        | 5月29日       |
| 第9話  | ブラジルから来た少年 The Boy From Brazil                           | 佐多賢人          | 瀬村俊一郎 辻初樹     | 金森勝                | 中城悦雄、佐藤綾子 安形佳己、幸野浩二                                | 山形孝二   | 4月12日        | 5月29日       |
| 第10話 | ゴーストブローラーズ Haunted House                                 | 金田一明 佐多賢人 | 佐々木萌 金森勝       | 佐々木萌              | 小見川美穂                                                           | 山形孝二   | 4月19日        | 6月5日        |
| 第10話 | 密着！ライトニング Two of a Kind                                   | 金田一明 佐多賢人 | 佐々木萌 金森勝       | 佐々木萌              | 小見川美穂                                                           | 山形孝二   | 4月19日        | 6月5日        |
| 第11話 | マグナスの事件簿・前編 Magnus P.I., Part 1                         | 犬飼和彦          | 辻初樹                | 又野弘道              | 幸野浩二、安形佳己 中城悦雄、稲田真樹 飯田光尋                       | 山形孝二   | 4月26日        | 6月12日       |
| 第11話 | マグナスの事件簿・後編 Magnus P.I., Part 2                         | 犬飼和彦          | 辻初樹                | 又野弘道              | 幸野浩二、安形佳己 中城悦雄、稲田真樹 飯田光尋                       | 山形孝二   | 4月26日        | 6月12日       |
| 第12話 | オーサム・ワンの爆丸合宿 Awesome Brawlers Training Camp Part 1     | 伊藤睦美          | 奥村よしあき          | 奥村よしあき          | 幸野浩二、稲田真樹 中城悦雄、佐藤綾子 安形佳己、飯田光尋             | 山形孝二   | 5月3日         | 6月19日       |
| 第12話 | アジットの秘密 Awesome Brawlers Training Camp Part 2               | 伊藤睦美          | 奥村よしあき          | 奥村よしあき          | 幸野浩二、稲田真樹 中城悦雄、佐藤綾子 安形佳己、飯田光尋             | 山形孝二   | 5月3日         | 6月19日       |
| 第13話 | 開幕！爆ゲーム!! The Bakugan Battle League Begins                  | 金田一明          | 鈴木行                | 吉田俊司              | 中城悦雄、佐藤綾子 安形佳己、幸野浩二 稲田真樹、飯田光尋             | 山形孝二   | 5月10日        | 6月26日       |
| 第13話 | 復讐のリオット Riot vs. Ajit                                       | 金田一明          | 鈴木行                | 吉田俊司              | 中城悦雄、佐藤綾子 安形佳己、幸野浩二 稲田真樹、飯田光尋             | 山形孝二   | 5月10日        | 6月26日       |
| 第14話 | 爆丸カンフー Kung Fu Master                                        | 谷畑ユキ          | 佐々木萌 齋藤徳明     | 佐々木萌              | 小見川美穂                                                           | 山形孝二   | 5月17日        | 7月3日        |
| 第14話 | 人気者はどっちだ!? A Battle of Popularity                          | 谷畑ユキ          | 佐々木萌 齋藤徳明     | 佐々木萌              | 小見川美穂                                                           | 山形孝二   | 5月17日        | 7月3日        |
| 第15話 | 謎のリベンジャー The Mysterious Revenger                           | 佐多賢人 長友一馬 | 辻初樹                | 松永真彦              | 村田憲泰、吉森直子 加地真理子、大森理恵                              | 山形孝二   | 5月24日        | 7月10日       |
| 第15話 | ウィントンVSリア Wynton Vs. Lia                                    | 佐多賢人 長友一馬 | 辻初樹                | 松永真彦              | 村田憲泰、吉森直子 加地真理子、大森理恵                              | 山形孝二   | 5月24日        | 7月10日       |
| 第16話 | 親友同士の戦い The Best Friend                                     | 金田一明          | 瀬村俊一郎            | 中野彰子              | 中野彰子                                                             | 山形孝二   | 5月31日        | 7月17日       |
| 第16話 | 怪盗とブローラー Thief and Brawler                                 | 金田一明          | 瀬村俊一郎            | 中野彰子              | 中野彰子                                                             | 山形孝二   | 5月31日        | 7月17日       |
| 第17話 | 決勝！ダンVSアジット Final Battle! Dan Vs. Ajit                    | 犬飼和彦          | 齋藤徳明              | 又野弘道              | 幸野浩二、安形佳己 中城悦雄、稲田真樹 飯田光尋                       | 山形孝二   | 6月7日         | 7月24日       |
| 第17話 | 暴かれた秘密 Secrets Exposed                                       | 犬飼和彦          | 齋藤徳明              | 又野弘道              | 幸野浩二、安形佳己 中城悦雄、稲田真樹 飯田光尋                       | 山形孝二   | 6月7日         | 7月24日       |
| 第18話 | 宇宙一のおたずね者ハーヴィック Here Comes Haavik                   | 伊藤睦美          | 佐々木萌 又野弘道     | 佐々木萌              | 小見川美穂                                                           | 山形孝二   | 6月21日        | 7月31日       |
| 第18話 | クロス爆丸 The Fusion Bakugan Arrive                               | 伊藤睦美          | 佐々木萌 又野弘道     | 佐々木萌              | 小見川美穂                                                           | 山形孝二   | 6月21日        | 7月31日       |
| 第19話 | リア、監督デビュー!? The Director                                  | 白根秀樹          | 瀬村俊一郎            | 又野弘道 奥村よしあき | 中城悦雄、佐藤綾子 安形佳己、幸野浩二 稲田真樹、飯田光尋             | 山形孝二   | 7月5日         | 8月7日        |
| 第19話 | クィーン・エボニー Queen Ebony                                     | 白根秀樹          | 瀬村俊一郎            | 又野弘道 奥村よしあき | 中城悦雄、佐藤綾子 安形佳己、幸野浩二 稲田真樹、飯田光尋             | 山形孝二   | 7月5日         | 8月7日        |
| 第20話 | 爆丸を守る女・ソフィー Sophie, the Bakuganist                      | 谷畑ユキ 佐多賢人 | 奥村よしあき          | 奥村よしあき          | 中城悦雄、佐藤綾子 安形佳己、幸野浩二 稲田真樹                       | 山形孝二   | 7月12日        | 8月14日       |
| 第20話 | 列車での死闘 Midnight Train Battle!                                | 谷畑ユキ 佐多賢人 | 奥村よしあき          | 奥村よしあき          | 中城悦雄、佐藤綾子 安形佳己、幸野浩二 稲田真樹                       | 山形孝二   | 7月12日        | 8月14日       |
| 第21話 | 闇商人・マキュー Dangerous Dealings                                | 金田一明          | 辻初樹                | 吉田俊司              | 中城悦雄、佐藤綾子 安形佳己、幸野浩二 稲田真樹、飯田光尋             | 山形孝二   | 7月19日        | 8月21日       |
| 第21話 | 帰ってきたハンター The Hunter Returns                              | 金田一明          | 辻初樹                | 吉田俊司              | 中城悦雄、佐藤綾子 安形佳己、幸野浩二 稲田真樹、飯田光尋             | 山形孝二   | 7月19日        | 8月21日       |
| 第22話 | さよなら怪盗・前編 Farewell, Phantom Thief, Part 1                 | 金田一明          | 佐々木萌 又野弘道     | 佐々木萌              | 小見川美穂                                                           | 山形孝二   | 7月26日        | 8月28日       |
| 第22話 | さよなら怪盗・後編 Farewell, Phantom Thief, Part 2                 | 金田一明          | 佐々木萌 又野弘道     | 佐々木萌              | 小見川美穂                                                           | 山形孝二   | 7月26日        | 8月28日       |
| 第23話 | ハーヴィックの挑戦状・前編 The Awesome Brawlers and Haavik         | 伊藤睦美          | 中野彰子 辻初樹       | 松永真彦              | 村田憲泰、吉森直子 加地真理子、大森理恵                              | 山形孝二   | 8月2日         | 9月4日        |
| 第23話 | ハーヴィックの挑戦状・後編 First Fusion! Drago and Tretorous       | 伊藤睦美          | 中野彰子 辻初樹       | 松永真彦              | 村田憲泰、吉森直子 加地真理子、大森理恵                              | 山形孝二   | 8月2日         | 9月4日        |
| 第24話 | おかしなオーサム・ワン The Puppet Awesome Brawlers                 | 佐多賢人          | 中野彰子              | 中野彰子              | 中野彰子                                                             | 山形孝二   | 8月9日         | 9月11日       |
| 第24話 | 狙われたカザミ The Return of Sophie                                | 佐多賢人          | 中野彰子              | 中野彰子              | 中野彰子                                                             | 山形孝二   | 8月9日         | 9月11日       |
| 第25話 | ウィントンは宇宙人！ Wynton's Reality Show                         | 金田一明          | 辻初樹                | 福井洋平              | 幸野浩二、安形佳己 中城悦雄、飯田光尋 佐藤綾子                       | 山形孝二   | 8月16日        | 9月18日       |
| 第25話 | 爆丸サッカー Bakugan Soccer                                        | 金田一明          | 辻初樹                | 福井洋平              | 幸野浩二、安形佳己 中城悦雄、飯田光尋 佐藤綾子                       | 山形孝二   | 8月16日        | 9月18日       |
| 第26話 | シュンのお願い Shun and Lightning                                  | 犬飼和彦          | 佐々木萌              | 佐々木萌              | 小見川美穂                                                           | 山形孝二   | 8月23日        | 9月25日       |
| 第26話 | 嵐の予感 Premonition of A Storm                                    | 犬飼和彦          | 佐々木萌              | 佐々木萌              | 小見川美穂                                                           | 山形孝二   | 8月23日        | 9月25日       |
| 第27話 | オーサム・ワン、日本へ行く Superstar Dan                           | 谷畑ユキ          | 又野弘道              | 又野弘道              | 中城悦雄、佐藤綾子 安形佳己、幸野浩二 稲田真樹、飯田光尋             | 山形孝二   | 8月30日        | 10月2日       |
| 第27話 | TOKYO珍道中！ Awesome Brawlers on Vacation                         | 谷畑ユキ          | 又野弘道              | 又野弘道              | 中城悦雄、佐藤綾子 安形佳己、幸野浩二 稲田真樹、飯田光尋             | 山形孝二   | 8月30日        | 10月2日       |
| 第28話 | 開幕！爆ゲーム・TOKYOラウンド Bakugan Battle League, Tokyo Edition | 佐多賢人          | 奥村よしあき          | 奥村よしあき          | 中城悦雄、佐藤綾子 安形佳己、幸野浩二 稲田真樹、飯田光尋             | 山形孝二   | 9月6日         | 10月9日       |
| 第28話 | バトルロイヤル Battle Royal                                        | 佐多賢人          | 奥村よしあき          | 奥村よしあき          | 中城悦雄、佐藤綾子 安形佳己、幸野浩二 稲田真樹、飯田光尋             | 山形孝二   | 9月6日         | 10月9日       |
| 第29話 | サバイバルレース！ The Second Stage Begins                         | 谷畑ユキ          | 辻初樹                | 吉田俊司              | 中野彰子                                                             | 山形孝二   | 9月13日        | 10月16日      |
| 第29話 | メカノイド Mechanoids Attack!                                      | 谷畑ユキ          | 辻初樹                | 吉田俊司              | 中野彰子                                                             | 山形孝二   | 9月13日        | 10月16日      |
| 第30話 | 潜入！謎の船 The Other Fight, Part 1                               | 犬飼和彦          | 佐々木萌 辻初樹       | 佐々木萌              | 小見川美穂                                                           | 山形孝二   | 9月20日        | 10月23日      |
| 第30話 | 恐るべき計画 The Other Fight, Part 2                               | 犬飼和彦          | 佐々木萌 辻初樹       | 佐々木萌              | 小見川美穂                                                           | 山形孝二   | 9月20日        | 10月23日      |
| 第31話 | 波乱のセカンドステージ!! The Bakugan Battle League Dash            | 伊藤睦美          | 齋藤徳明              | 松永真彦              | 村田憲泰、吉森直子 大森理恵                                          | 山形孝二   | 9月27日        | 10月30日      |
| 第31話 | 衝撃のファイナルステージ!! The Final Stage                         | 伊藤睦美          | 齋藤徳明              | 松永真彦              | 村田憲泰、吉森直子 大森理恵                                          | 山形孝二   | 9月27日        | 10月30日      |
| 第32話 | 東京壊滅!? The Tokyo Catastrophe                                   | 金田一明          | 中野彰子              | 中野彰子              | 中野彰子                                                             | 山形孝二   | 10月4日        | 11月6日       |
| 第32話 | 爆ゲーム・フィナーレ! Bakugan Battle League Finale                 | 金田一明          | 中野彰子              | 中野彰子              | 中野彰子                                                             | 山形孝二   | 10月4日        | 11月6日       |
| 第33話 | 宇宙チャンピオン・ダン! Champion of the Universe, Dan!             | 白根秀樹 長友一馬 | 奥村よしあき          | 奥村よしあき          | 幸野浩二、安形佳己 中城悦雄、稲田真樹 飯田光尋、佐藤綾子             | 山形孝二   | 10月11日       | 11月13日      |
| 第33話 | 赤ちゃんは爆丸がお好き! Operation Babysitter                       | 白根秀樹 長友一馬 | 奥村よしあき          | 奥村よしあき          | 幸野浩二、安形佳己 中城悦雄、稲田真樹 飯田光尋、佐藤綾子             | 山形孝二   | 10月11日       | 11月13日      |
| 第34話 | 友情タッグ Beastie Team Battle                                     | 白根秀樹 伊藤睦美 | 佐々木萌 齋藤徳明     | 佐々木萌              | 小見川美穂                                                           | 山形孝二   | 10月18日       | 11月20日      |
| 第34話 | アジット密着24時! Ajit and Lia                                     | 白根秀樹 伊藤睦美 | 佐々木萌 齋藤徳明     | 佐々木萌              | 小見川美穂                                                           | 山形孝二   | 10月18日       | 11月20日      |
| 第35話 | 狙われたゴールド爆丸 Once More into the Maze                       | 金田一明          | 辻初樹                | 又野弘道              | 中城悦雄、佐藤綾子 安形佳己、稲田真樹 飯田光尋                       | 山形孝二   | 10月25日       | 11月27日      |
| 第35話 | ウィントンはおじいちゃん Grandpas in the Wild                      | 金田一明          | 辻初樹                | 又野弘道              | 中城悦雄、佐藤綾子 安形佳己、稲田真樹 飯田光尋                       | 山形孝二   | 10月25日       | 11月27日      |
| 第36話 | 黄金の記憶 The Past Revealed                                       | 佐多賢人          | 奥村よしあき          | 奥村よしあき          | 幸野浩二、安形佳己 飯田光尋、中城悦雄 佐藤綾子                       | 山形孝二   | 11月1日        | 12月4日       |
| 第36話 | 迫りくるストーム Run! A Storm's on the Way                         | 佐多賢人          | 奥村よしあき          | 奥村よしあき          | 幸野浩二、安形佳己 飯田光尋、中城悦雄 佐藤綾子                       | 山形孝二   | 11月1日        | 12月4日       |
| 第37話 | タリノとの再会 Golden Bakugan Encounter                            | 金田一明          | 齋藤徳明              | 吉田俊司              | 安形佳己、稲田真樹 中城悦雄、佐藤綾子 飯田光尋                       | 山形孝二   | 11月8日        | 12月11日      |
| 第37話 | 黄金の戦士たち Ties of Gold                                        | 金田一明          | 齋藤徳明              | 吉田俊司              | 安形佳己、稲田真樹 中城悦雄、佐藤綾子 飯田光尋                       | 山形孝二   | 11月8日        | 12月11日      |
| 第38話 | 悪夢の始まり Nightmare                                             | 犬飼和彦          | 佐々木萌              | 佐々木萌              | 小見川美穂                                                           | 山形孝二   | 11月15日       | 12月18日      |
| 第38話 | 悪ダン Bad Dan                                                     | 犬飼和彦          | 佐々木萌              | 佐々木萌              | 小見川美穂                                                           | 山形孝二   | 11月15日       | 12月18日      |
| 第39話 | ダンを止めろ Dusk Industries Under Attack                          | 犬飼和彦          | 辻初樹                | 福井洋平              | 幸野浩二、安形佳己 稲田真樹、中城悦雄 飯田光尋、佐藤綾子             | 山形孝二   | 11月21日       | 12月25日      |
| 第39話 | 黄金のドラゴ Taking Dan Back                                       | 犬飼和彦          | 辻初樹                | 福井洋平              | 幸野浩二、安形佳己 稲田真樹、中城悦雄 飯田光尋、佐藤綾子             | 山形孝二   | 11月21日       | 12月25日      |
| 第40話 | 怪しいのは誰だ！？ Who's the Fake?!                                | 佐多賢人          | 中野彰子              | 中野彰子              | 中野彰子                                                             | 山形孝二   | 11月22日       | 2021年 1月1日 |
| 第40話 | 逃げ出した爆丸 Trouble Busters! 2                                  | 佐多賢人          | 中野彰子              | 中野彰子              | 中野彰子                                                             | 山形孝二   | 11月22日       | 2021年 1月1日 |
| 第41話 | 爆丸大サーカス!! Bakugan Battle Circus                             | 長友一馬          | 瀬村俊一郎            | 奥村よしあき          | 佐藤綾子、安形佳己 幸野浩二、稲田真樹 飯田光尋                       | 山形孝二   | 11月28日       | 1月8日        |
| 第41話 | エボニーの館 Ebony Manor                                           | 長友一馬          | 瀬村俊一郎            | 奥村よしあき          | 佐藤綾子、安形佳己 幸野浩二、稲田真樹 飯田光尋                       | 山形孝二   | 11月28日       | 1月8日        |
| 第42話 | バトルアイランドの死闘！ Everett's Trap                            | 伊藤睦美          | 佐々木萌 瀬村俊一郎   | 佐々木萌              | 小見川美穂                                                           | 山形孝二   | 11月29日       | 1月15日       |
| 第42話 | 強襲！マキュー軍団 Kazami Vs. Mc Q                                 | 伊藤睦美          | 佐々木萌 瀬村俊一郎   | 佐々木萌              | 小見川美穂                                                           | 山形孝二   | 11月29日       | 1月15日       |
| 第43話 | 爆丸フードバトル The Awesome Burger Brawl                          | 金田一明          | 又野弘道              | 又野弘道              | 小野木三斎、中城悦雄、佐藤綾子 安形佳己、幸野浩二 稲田真樹、飯田光尋 | 山形孝二   | 12月5日        | 1月22日       |
| 第43話 | 囚われたアジットとストーム Master and Apprentice                   | 金田一明          | 又野弘道              | 又野弘道              | 小野木三斎、中城悦雄、佐藤綾子 安形佳己、幸野浩二 稲田真樹、飯田光尋 | 山形孝二   | 12月5日        | 1月22日       |
| 第44話 | 爆丸チャンネル争い！ Bakugan Uproar                                | 佐多賢人          | 奥村よしあき          | 奥村よしあき          | 中城悦雄、佐藤綾子 安形佳己、幸野浩二 稲田真樹、飯田光尋             | 山形孝二   | 12月6日        | 1月29日       |
| 第44話 | 脅威！5属性爆丸・セーブラ！ The Fusion Bakugan Sabrus              | 佐多賢人          | 奥村よしあき          | 奥村よしあき          | 中城悦雄、佐藤綾子 安形佳己、幸野浩二 稲田真樹、飯田光尋             | 山形孝二   | 12月6日        | 1月29日       |
| 第45話 | 古代爆丸の秘密 Ancient Golden Bakugan Garillion                    | 犬飼和彦          | 辻初樹                | 吉田俊司              | 安形佳己、小野木三斎 王振业、严德俊                                  | 山形孝二   | 12月12日       | 2月5日        |
| 第45話 | 戦士の鎧・インフィニティ！ The Name of Infinity                    | 犬飼和彦          | 辻初樹                | 吉田俊司              | 安形佳己、小野木三斎 王振业、严德俊                                  | 山形孝二   | 12月12日       | 2月5日        |
| 第46話 | 罠にかかったマグナス In the Darkness                               | 佐多賢人 伊藤睦美 | 佐々木萌 辻初樹       | 佐々木萌              | 小見川美穂                                                           | 山形孝二   | 12月13日       | 2月12日       |
| 第46話 | 悩めるエミリー Indecisive Emily                                    | 佐多賢人 伊藤睦美 | 佐々木萌 辻初樹       | 佐々木萌              | 小見川美穂                                                           | 山形孝二   | 12月13日       | 2月12日       |
| 第47話 | 偽オーサム・ワン、再び！ The Eclipse                               | 伊藤睦美 佐多賢人 | 辻初樹                | 金森勝                | 中城悦雄、佐藤綾子 安形佳己、稲田真樹 飯田光尋                       | 山形孝二   | 12月19日       | 2月19日       |
| 第47話 | ハーヴィックを追え！ Follow Haavik!                                | 伊藤睦美 佐多賢人 | 辻初樹                | 金森勝                | 中城悦雄、佐藤綾子 安形佳己、稲田真樹 飯田光尋                       | 山形孝二   | 12月19日       | 2月19日       |
| 第48話 | チコ、復活！？ Tiko's Back?!                                       | 金田一明          | 中野彰子              | 中野彰子              | 中野彰子                                                             | 山形孝二   | 12月20日       | 2月26日       |
| 第48話 | 究極のインフィニティ!! Arise, Ultimate Infinity!                   | 金田一明          | 中野彰子              | 中野彰子              | 中野彰子                                                             | 山形孝二   | 12月20日       | 2月26日       |
| 第49話 | 僕たちの爆ゲーム!!（前編） The AB Bakugan Battle League! Part 1    | 金田一明          | 齋藤徳明              | 奥村よしあき          | 中城悦雄、佐藤綾子 安形佳己、稲田真樹                                | 山形孝二   | 12月26日       | 3月5日        |
| 第49話 | 僕たちの爆ゲーム!!（後編） The AB Bakugan Battle League! Part 2    | 金田一明          | 齋藤徳明              | 奥村よしあき          | 中城悦雄、佐藤綾子 安形佳己、稲田真樹                                | 山形孝二   | 12月26日       | 3月5日        |
| 第50話 | ハーヴィックの爆ゲーム Haavik's Challenge                          | 犬飼和彦          | 佐々木萌 勝亦祥視     | 佐々木萌              | 小見川美穂                                                           | 山形孝二   | 12月27日       | 3月12日       |
| 第50話 | 突入！ハーヴィックタワー Storm Haavik's Tower!                     | 犬飼和彦          | 佐々木萌 勝亦祥視     | 佐々木萌              | 小見川美穂                                                           | 山形孝二   | 12月27日       | 3月12日       |
| 第51話 | それぞれの決戦！（前編） Awesome Brawlers vs. Haavik               | 犬飼和彦          | 又野弘道              | 又野弘道              | 中城悦雄、佐藤綾子 安形佳己、稲田真樹                                | 山形孝二   | 2021年 1月2日  | 3月19日       |
| 第51話 | それぞれの決戦！（後編） Their Fights                              | 犬飼和彦          | 又野弘道              | 又野弘道              | 中城悦雄、佐藤綾子 安形佳己、稲田真樹                                | 山形孝二   | 2021年 1月2日  | 3月19日       |
| 第52話 | 終わりの時 Haavik's Final Show                                     | 犬飼和彦          | 奥村よしあき          | 奥村よしあき          | 中城悦雄、佐藤綾子 安形佳己、稲田真樹                                | 山形孝二   | 1月3日         | 3月26日       |
| 第52話 | 奇跡の星 Miracle Planet                                            | 犬飼和彦          | 奥村よしあき          | 奥村よしあき          | 中城悦雄、佐藤綾子 安形佳己、稲田真樹                                | 山形孝二   | 1月3日         | 3月26日       |

## ゲーム
爆丸 チャンピオンズ・オブ・ヴェストロイア
Nintendo Switchソフト。ワーナー ブラザース ジャパンより発売。開発はWayForwad。発売日は2020年11月5日。ジャンルはRPG×オンラインバトル。